# مارینا هدمن
مارینا هدمن (انگلیسی: Marina Hedman؛ زادهٔ ۲۹ سپتامبر ۱۹۴۴) بازیگر پورنوگرافی پیشین و بازیگر اهل سوئد می‌باشد.
از فیلم‌ها یا برنامه‌های تلویزیونی که وی در آن نقش داشته‌است، می‌توان به شب‌های پورنو در سراسر جهان، یک زن، دو دوست، چهار عاشق، خانم دکتر روستا، همسفر، دکتر زنان دوجانبه، برو بخواب کوچولوی پامرغی، هیولا در فضا، عروسک شیطان، پلی متل، امانوئل در آمریکا و نگاره‌هایی در یک صومعه اشاره کرد.